# Humberstonit
Humberstonit ist ein sehr selten vorkommendes Mineral aus der Mineralklasse der „Sulfate“ (und Verwandte, siehe Klassifikation). Es kristallisiert im trigonalen Kristallsystem mit der chemischen Zusammensetzung K3Na7Mg2[NO3|(SO4)3]2·6H2O, ist also chemisch gesehen ein wasserhaltiges Kalium-Natrium-Magnesium-Nitrat-Sulfat.
Humberstonit findet sich meist in Form massiger Mineral-Aggregate, bildet aber auch hexagonale, tafelige Kristalle bis etwa 0,3 Millimetern Größe aus. In reiner Form ist Humberstonit farblos und durchsichtig. Durch vielfache Lichtbrechung aufgrund von Gitterfehlern oder polykristalliner Ausbildung kann er aber auch weiß erscheinen, wobei die Transparenz entsprechend abnimmt.

## Etymologie und Geschichte
Erstmals entdeckt wurde Humberstonit auf dem Bergbaugelände „Oficina Alemania“ nahe Santa Catalina in der chilenischen Región de Antofagasta und beschrieben durch George E. Ericksen, Joseph J. Fahey, Mary E. Mrose, die das Mineral zu Ehren des Chemikers James Thomas Humberstone (1850–1939) benannten. Dessen wissenschaftlichen Beiträge ermöglichten einen kostengünstigere Abbau der Nitrate aus den chilenischen Lagerstätten.
Ericksen, Fahey und Mrose sandten ihre Untersuchungsergebnisse und den gewählten Namen 1967 zur Prüfung an die International Mineralogical Association (interne Eingangsnummer der IMA: 1967-015), die den Humberstonit als eigenständige Mineralart anerkannte. Die Mineralogen stellten ihre Neuentdeckung im gleichen Jahr zunächst bei einem Meeting der Geological Society of America vor. Die vollständige Erstbeschreibung wurde 1970 im Fachmagazin American Mineralogist publiziert. Die seit 2021 ebenfalls von der IMA/CNMNC anerkannte Kurzbezeichnung (auch Mineral-Symbol) von Humberstonit lautet „Hbe“.
Das Typmaterial von Humberstonit wird im National Museum of Natural History (NMNH) in Washington, D.C. unter der Inventarnummer 120898 aufbewahrt.
Den Vermutungen von Ericksen, Fahey und Mrose nach könnte dasselbe Mineral bereits 1928 durch Walter Wetzel beschrieben worden sein, der es aufgrund der vermuteten Verwandtschaft mit Löweit vorläufig als Chile-Löweit bezeichnete. Den Beschreibungen von Wetzel zufolge (Habitus, Brechungsindizes, spezifische Gewicht) würden die Daten im Wesentlichen mit denen von Humberstonit übereinstimmen. Allerdings lassen sich die Untersuchungen aufgrund fehlender Beleg-Exemplare in Museumssammlungen nicht verifizieren.

## Klassifikation
In der zuletzt 1977 überarbeiteten 8. Auflage der Mineralsystematik nach Strunz gehörte der Humberstonit zur Mineralklasse der „Sulfate (einschließlich Selenate, Tellurate, Chromate, Molybdate und Wolframate)“ und dort zur Abteilung „Wasserhaltige Sulfate mit fremden Anionen“, wo er zusammen mit Ettringit, Jouravskit, Klinoungemachit, Metasideronatrit, Metavoltin, Sideronatrit und Ungemachit die „Ettringit-Metavoltin-Gruppe“ mit der Systemnummer VI/D.07 bildete.
In der zuletzt 2018 überarbeiteten Lapis-Systematik nach Stefan Weiß, die formal auf der alten Systematik von Karl Hugo Strunz in der 8. Auflage basiert, erhielt das Mineral die System- und Mineralnummer VI/D.16-040. Dies entspricht ebenfalls der Abteilung „Wasserhaltige Sulfate, mit fremden Anionen“, wo Humberstonit zusammen mit Carlosruizit, Darapskit, Fuenzalidait, George-Ericksenit, Klinoungemachit, Ungemachit und Witzkeit eine unbenannte Gruppe mit der Systemnummer VI/D.16 bildet.
Auch die von der IMA zuletzt 2009 aktualisierte 9. Auflage der Strunz’schen Mineralsystematik ordnet den Humberstonit in die Abteilung der „Sulfate (Selenate usw.) mit zusätzlichen Anionen, mit H2O“ ein. Diese ist weiter unterteilt nach der relativen Größe der beteiligten Kationen und der Art der zusätzlichen Anionen. Das Mineral ist hier entsprechend seiner Zusammensetzung in der Unterabteilung „Mit großen bis mittelgroßen Kationen; mit NO3, CO3, B(OH)4, SiO4 oder IO3“ zu finden ist, wo es zusammen mit Klinoungemachit und Ungemachit die „Ungemachitgruppe“ mit der Systemnummer 7.DG.10 bildet.
In der vorwiegend im englischen Sprachraum gebräuchlichen Systematik der Minerale nach Dana hat Humberstonit die System- und Mineralnummer 32.02.02.01. Dies entspricht der Klasse der „Sulfate, Chromate und Molybdate“ (und Verwandte) und dort der Abteilung „Zusammengesetzte Sulfate“, wo das Mineral als einziges Mitglied in einer unbenannte Gruppe mit der Systemnummer 32.02.02 innerhalb der Unterabteilung „Zusammengesetzte Sulfate (wasserhaltig) mit einfacher doppelanionischer Formel“ zu finden ist.

## Kristallstruktur
Humberstonit kristallisiert trigonal in der Raumgruppe R3 (Raumgruppen-Nr. 148) mit den Gitterparametern a = 10,90 Å und c = 24,40 Å sowie 3 Formeleinheiten pro Elementarzelle.

## Bildung und Fundorte
Humberstonit bildet sich durch wiederholte, natürliche Auslaugung von Nitraterzen mit Wiederausfällung in unregelmäßigen Schichten oder Erzlinsen oberhalb der örtlichen Regolithvorkommen. Als Begleitminerale treten unter anderem Blödit, Nitronatrit und Kieserit auf.
Außer an seiner Typlokalität Oficina Alemania in der Provinz Antofagasta trat das Mineral in Chile bisher nur noch in der Grube Lautaro in Morro Moreno sowie in den Gruben Maria Elena, Pedro de Valdivia und Santa Ana bei María Elena in der Provinz Tocopilla auf.
Daneben fand sich Humberstonit bisher nur noch in verschiedenen Tälern und Salzseen in den Bezirken Aksu, Aral, Qakilik (Bayingolin) und Gaochang (Turpan) im Uigurischen Autonomen Gebiet Xinjiang in China, in der Hosabes playa im Walvis Bay-Land in der namibischen Region Erongo sowie in den Gemeinden Aspe und Orihuela in der spanischen Provinz Alicante (Stand 2025).